# Xã Esther, Quận Polk, Minnesota
Xã Esther (tiếng Anh: Esther Township) là một xã thuộc quận Polk, tiểu bang Minnesota, Hoa Kỳ. Năm 2010, dân số của xã này là 165 người.